# Henrique Salas Römer
Henrique Salas Römer (Puerto Cabello, Carabobo, Venezuela, 17 de abril de 1936) es un político venezolano. Fue gobernador de Carabobo y candidato presidencial en las elecciones de 1998.

## Biografía
Es el mayor de los hijos de Jacob Salas Salas (1907-1987), nacido en Curazao y Corina Römer Kölster (1912-1951), oriunda de Puerto Cabello. Cursó sus primeros estudios en la Unidad Educativa San José "La Salle". Completada la educación primaria, fue enviado a EE. UU. dónde culminó con honores su bachillerato, ingresando a la Universidad de Yale; en 1955. En 1957, regresó al país por dos años; para trabajar al lado de su padre y en ese lapso, al producirse el derrocamiento del General Marcos Pérez Jiménez; participó activamente en el proceso que culmina con la elección de Rómulo Betancourt como presidente de Venezuela. En 1959, retornó a su alma mater y a finales de ese mismo año, contrajo matrimonio con Raiza Josefina Feo Lissot (1942); hija de Salvador Feo La Cruz (primer Gobernador del Estado Carabobo, al iniciarse la era democrática) y tía de Alejandro Feo La Cruz. Tuvieron tres hijos: Henrique Fernando, quien nació poco antes de graduarse como economista; en 1961, Raiza Gabriela y Juan Miguel. Por varios años ocupa posiciones relevantes en la empresa privada, al tiempo que actúa como profesor de Teoría Monetaria e Instituciones Financieras en la Universidad de Carabobo. Luego se marcha a Caracas, y a inicios de los años 80 funda un prestigioso Centro de Análisis Estratégico. Tres años después, es invitado y acepta presentar, a nombre del mundo independiente, la candidatura del expresidente Rafael Caldera quien aspira regresar al poder. Allí comienza su carrera política.

## Carrera política

### Diputado al congreso
En las elecciones de 1983, Henrique Salas Römer ingresa a la vida pública al ser elegido como independiente al Congreso de la República, cargo al cual es reelecto cinco años después. Su gestión se destaca por la defensa de los espacios ciudadanos y la descentralización. A inicios de 1988 es elegido Presidente de la Comisión Permanente de Asuntos Vecinales, creada ese año por acuerdo político unánime, habida cuenta de su labor en defensa una clase media empobrecida, afectada por irregularidades en la construcción masiva de viviendas.

### Gobernador de Carabobo
En 1989 se realizan las primeras elecciones regionales y Salas Römer, con el apoyo de los partidos Copei y del MAS logra vencer al exgobernador Oscar Celli Gerbasi contendiente del partido Acción Democrática, alcanzando el 46 %. Tres años después es reelecto, alcanzando esta vez casi tres cuartas partes de los votos, y meses más tarde, en medio del proceso judicial que culmina con la separación del poder del Presidente Carlos Andrés Pérez, logra fundar con sus colegas la Asociación de Gobernadores de Venezuela, convirtiéndose en su primer Presidente. Su gestión como gobernador, y al frente de la descentralización, lo posicionan como uno de los posibles candidatos presidenciales en la elección de 1998, logrando apoyar en las elecciones de 1995 al diputado Henrique Salas Feo, su hijo, quien logra ser elegido como gobernador de Carabobo, siendo esta la primera vez, en cualquier parte del mundo, en que el hijo de un gobernante sucede de inmediato a su padre mediante el voto popular.

### Candidatura presidencial
Henrique Salas Römer dedica los dos años siguientes a recorrer el país, y a finales de 1997, anuncia su candidatura independiente a la Presidencia de la República. Al momento del anuncio ni él ni Hugo Chávez son considerados candidatos con posibilidad de triunfo. Pero los viejos partidos han perdido el favor popular, y estos dos candidatos logran cosechar 97% de los votos. En el curso de su carrera política, Salas Römer debe crear dos partidos por ser éste un requisito indispensable para poder inscribir una candidatura. En 1995, crea Proyecto Carabobo que, tres meses después, con el contundente triunfo de su hijo, se convertirá en el primer partido regional. Y en 1998, decide crear Proyecto Venezuela para poder inscribir su candidatura a la Presidencia de la República, logrando ese nuevo partido una elevada representación en el Congreso Nacional.
En el transcurso de 1998, se hizo cada vez más claro que la campaña era una carrera entre Henrique Salas Römer y Hugo Chávez. Salas Römer, apareció como un candidato creíble luego de que la alcaldesa de Chacao, Irene Sáez perdiera terreno, y alcanzó el 21 % en las encuestas en agosto de 1998. Mientras tanto, sin embargo, el apoyo a Chávez creció de un 5 % en septiembre de 1997 hasta más del 10 % a fines de febrero de 1998. En mayo, ya superaba el 30%, y en agosto, las encuestas lo colocaron por primera vez al frente con un 39% contra el 38% de Salas Römer, aunque todavía cayendo su diferencia en el margen de error. A pocas semanas de la elección, los partidos tradiciones Acción Democrática (AD) y COPEI, dieron el apoyo a Salas Römer, quien aceptó "tolerar" el respaldo de los partidos, buscando mantener una distancia con el liderazgo nacional de esas organizaciones. Salas Römer se reunió con Marcos Pérez Jiménez durante su campaña para pedir su apoyo, sin llegar a obtenerlo. Finalmente, en las elecciones, Salas Römer alcanzó 2 613 161 de votos (casi 40 %), frente al ganador, Hugo Chávez quien consiguió el 56 %.

## Actividad posterior
A lo largo del gobierno de Hugo Chávez, Salas Römer ha mantenido posiciones muy firmes frente a las tendencias centralizadoras del gobierno, pero también posiciones divergentes con algunos factores de la Oposición que, a su juicio, han actuado sin una visión estratégica, olvidando con demasiada frecuencia la agenda de la descentralización y el empoderamiento ciudadano, única opción que, a su juicio, permitiría construir una sólida alternativa democrática.[cita requerida] Salas Römer pertenece a la Academia Mexicana de Derecho Internacional y desde 1999 es integrante del Consejo Asesor Internacional de la Universidad Yale.[cita requerida]
| Predecesor: Pablo González | Gobernador de Carabobo 1989–1995 | Sucesor: Henrique Salas Feo |